# سراواله دی کینتی
سراواله دی کینتی (به ایتالیایی: Serravalle di Chienti) یک کومونه در ایتالیا است که در استان ماچه‌راتا واقع شده‌است. سراواله دی کینتی ۹۶٫۱ کیلومتر مربع مساحت و ۱٬۱۵۱ نفر جمعیت دارد و ۶۶۷ متر بالاتر از سطح دریا واقع شده‌است.